# Marc de Maar
Marc de Maar (Assen, 15 de febrer de 1984) és un ciclista neerlandès, professional des del 2006 i actualment a l'equip Wisdom-Hengxiang. El 2010 va competir amb llicència de les Antilles Neerlandeses i de 2011 a 2013 per Curaçao.

## Palmarès
- 2001
  - 1r a la Clàssica dels Alps júnior
- 2004
  - 1r al Gran Premi de Frankfurt sub-23
- 2005
  - 1r al Triptyque des Monts et Châteaux
  - 1r al Tour de Loir i Cher i vencedor d'una etapa
  - Vencedor de 2 etapes a l'Olympia's Tour
  - Vencedor d'una etapa al Tour de Gironda
- 2010
  -  Campió de l'Antilles Neerlandeses en ruta
  -  Campió de l'Antilles Neerlandeses en contrarellotge
  - 1r al Mount Hood Cycling Classic i vencedor d'una etapa
  - Vencedor de 2 etapes al Tour de Beauce
  - Vencedor d'una etapa al Cascade Cycling Classic
- 2011
  - Medalla d'or als Jocs Panamericans en ruta
  -  Campió de Curaçao en ruta
  -  Campió de Curaçao en contrarellotge
- 2012
  -  Campió de Curaçao en ruta
  -  Campió de Curaçao en contrarellotge
  - Vencedor d'una etapa a la Volta a la Gran Bretanya
- 2013
  - Campió del Carib en ruta
  - Vencedor d'una etapa al Tour de Beauce
- 2014
  - Vencedor d'una etapa a la Volta a Noruega
- 2018
  - 1r al Tour de Kumano

### Resultats al Giro d'Itàlia
- 2006. 125è de la classificació general

### Resultats a la Volta a Espanya
- 2007. 109è de la classificació general
- 2008. 56è de la classificació general
- 2011. 82è de la classificació general